# Jolanda Keizer
Jolanda Keizer (ur. 5 kwietnia 1985 w Amsterdamie) – holenderska lekkoatletka, wieloboistka.
W 2012 ogłosiła zakończenie kariery.

## Osiągnięcia
- srebrny medal podczas Młodzieżowych Mistrzostw Europy (siedmiobój, Debreczyn 2007)
- 9. miejsce na Igrzyskach olimpijskich (siedmiobój, Pekin 2008)
- srebro Halowych Mistrzostw Europy (pięciobój, Turyn 2009)

## Rekordy życiowe
- Siedmiobój lekkoatletyczny – 6370 pkt. (2008)
- Pięciobój lekkoatletyczny (hala) - 4644 pkt. (2009)